# Buguloidea
Buguloidea zijn een superfamilie van mosdiertjes (Bryozoa) uit de orde van de Cheilostomatida. De wetenschappelijke naam ervan werd in 1909 voor het eerst geldig gepubliceerd door Gray.

## Families
- Beaniidae Canu & Bassler, 1927
- Bugulidae Gray, 1848
- Candidae d'Orbigny, 1851
- Epistomiidae Gregory, 1893
- Euoplozoidae Harmer, 1926
- Jubellidae Reverter-Gil & Fernández-Pulpeiro, 2001
- Rhabdozoidae MacGillivray, 1887